# Colección Prusia
La Colección Prusia (en alemán: Prussia-Sammlung) era la colección arqueológica más importante de prehistoria y protohistoria de Prusia Oriental. Fue exhibida en el Museo Prusia en el Castillo de Königsberg. A finales de la Segunda Guerra Mundial fue disuelta y parte de la colección, sobre todo las preciosas vasijas de tumbas y cerámicas prehistóricas, fue evacuada a las cercanías de Allenstein donde se encuentra en el Museo de Varmia y Masuria. Otra parte fue transportada a Berlín donde quedó en un sótano en el Este hasta después del cambio político y la reunificación y se encuentra hoy en el Museo de Pre- y Protohistoria de Berlín. En 1999 se hallaron otros objetos de la colección en un sótano sepultado cerca del antiguo castillo de Königsberg (Kaliningrado).